# Sheffield Botanical Gardens

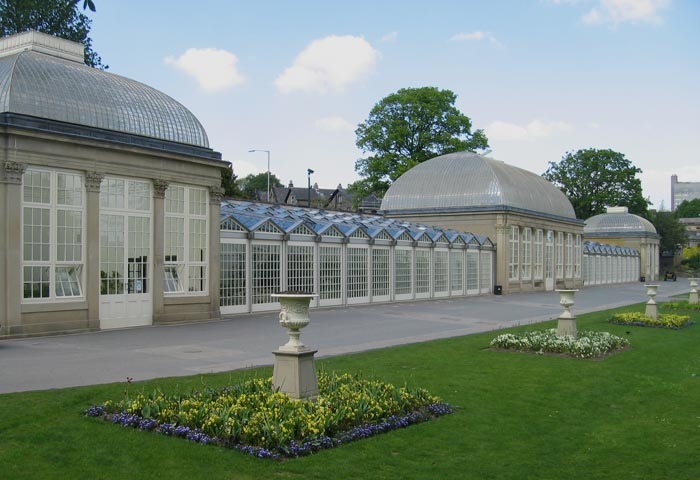
Sheffield Botanical Gardens.

Os Sheffield Botanical Gardens em Sheffield, Inglaterra, foram jardins fundados no início do século XIX.
Thomas Dunn, o então "Master Cutler" (Líder do Grêmio dos Fabricantes de Talheres) em Sheffield,  convocou uma reunião pública em junho de 1833 em resposta a uma solicitação de 80 residentes locais preocupados com a falta de espaços públicos na cidade naquela época. Isto resultou no estabelecimento da Sociedade "Sheffield Botanical and Horticultural Society" com o objetivo de promover atividades saudáveis de lazer e auto-educação através do desenvolvimento de um jardim botânico.
No ano seguinte a sociedade conseguiu arrecadar recursos somando £7,500 pela venda de ações na empreitada e comprou-se um terreno de 18 alqueres pertencente a Joseph Wilson, dono de uma fábrica de rapé. Naquela época o acesso ao jardim ficou limitado a membros da classe média/alta e não ao grande público.
Em 1844 um fundo civil, o chamado  "Sheffield Town Trust" (o qual ainda existe, com uma história de 703 anos, o "trust" mais antigo da Inglaterra) comprou o jardim botânico. O fundo pagou £5.0000 pelas ações, se tornando assim dono e administrador do jardim, posição esta que manteve até os meados do século XX.
Em 18 de dezembro de 1951 a administração do jardim passou para a "Sheffield Corporation" (prefeitura) em troca de um aluguel simbólico de um shilling por ano (um vigêsimo de uma libra esterlina), valor este que aumentou para uma libra esterlina em 1971. O "Sheffield Town Trust" continua , de fato, o dono do jardim.
Mais recentemente, o jardim botânico foi recuperado graças a uma obra muito extensa, envolvendo um investimento de £6.69 milhões que foi custeada pelo fundo "British Heritage Lottery Fund". A obra terminou em setembro de 2004.